# افرایم سوری
افرایم یا افرام سوری (حدود ۳۰۶ – ۳۷۳ میلادی) کشیش، الهی‌دان و شاعر سدهٔ چهارم میلادی و در منابع مسیحی ملقب به چنگ روح‌القدس است.

## پیش‌زمینه
پدران کلیسا، همه یونانی و لاتینی‌زبان نبودند. در سدهٔ دوم ایمان مسیحی به قلمرو سوری‌زبانِ پادشاهی اوسروهن گسترش یافت که پایتخت آن اِدِسا بود. بَردَیصان پیشوای برجستهٔ کلیسای سدهٔ دوم سوریه، و از مخالفین گنوسیسم بود اما دیدگاه‌های او آن‌قدر مبهم بود که بدان ظن بدعت می‌رفت. در این دوران پادشاه آبگار نهم که در سال ۲۱۲ درگذشت، مسیحی شد. در سدهٔ سوم، این پادشاهی جزو قلمرو امپراتوری روم شد و ارتباط بین مسیحیت سوری در اِدسا و مسیحیت یونانیِ انطاکیه، تحکیم یافت.

## زندگی
افرایم در آغاز سدهٔ چهارم میلادی در نصیبین حوالی مرز شاهنشاهی ساسانی چشم به جهان گشود. یعقوب اسقف نصیبین، افرایم را تعمید داد و تا زمان مرگ خود در ۳۳۸ او را تحت آموزش داشت. یعقوب از پیشوایان زهد و ریاضت بود (ریاضت مبتنی بر نفی جهان و پذیرش فقر و تجرد) و افرایم نیز به سلک راهبان درآمد. افرایم در نصیبین تدریس می‌کرد. پارس‌ها بارها شهر را مورد حمله قرار دادند و بالاخره در سال ۳۶۳ آن را تصرف کردند. افرایم نیز به همراه بسیاری دیگر از مسیحیان به شهر اِدِسا رفت و تا زمان مرگ خود در سال ۳۷۳، در آنجا آموزش می‌داد. افرایم نویسندهٔ برجستهٔ کلیسای سوری است. او تفسیرهایی بر کتابِ مقدس نوشت، همچنین موعظات و آثاری در مورد اصول بنیادین مسیحیت در مقابله با بدعت‌ها، و نیز سرودهایی به نگارش درآورد. او به‌عنوان شاعر بسیار مورد احترام بود و «چنگ روح‌القدس» لقب گرفت. آثار او عمدتاً به زبان‌های یونانی و ارمنی ترجمه شدند.

## نمونه آثار
نجارزاده‌ای با صلیبش، هوشمندانه بر هاویه که همه را فرو می‌بلعد، پلی زد، و بدان بشریت را به‌سوی حیات رهنمون شد. بشریت که به‌واسطهٔ درختی (درخت باغ عدن) به هاویه سقوط کرد، توسط درختی (صلیب) نیز حیات یافت. پس این درخت نه فقط تلخی بلکه شیرینی نیز به‌بار آورد، تا ما بیاموزیم که هیچ‌یک از مخلوقات خدا نمی‌توانند در برابر او مقاومت کنند. جلال بر تو باد که صلیبت را پلی ساختی بر وادی مرگ تا ارواح انسانی بتوانند از آن بگذرند و از قلمرو موت به قلمرو حیات گام بگذارند!— افرام سوری، موعظه‌ای در مورد خداوند ۴